# Cantón de Rennes-Centro
El cantón de Rennes-Centro era una división administrativa francesa, que estaba situada en el departamento de Ille y Vilaine y la región de Bretaña.

## Composición
El cantón estaba formado por una fracción de la comuna que le daba su nombre:
- Rennes (fracción)

## Supresión del cantón de Rennes-Centro
En aplicación del Decreto nº 2014-177 de 18 de febrero de 2014, el cantón de Rennes-Centro fue suprimido el 22 de marzo de 2015 y la fracción de la comuna que le daba su nombre se unió con las demás para que, por medio de una reestructuración cantonal, fueran creados los nuevos cantones de Rennes-1, Rennes-2, Rennes-3, Rennes-4, Rennes-5 y Rennes-6.